# Campeonato femenino sub-17 de la CAF de 2025
La clasificación para la Copa Mundial Femenina Sub-17 de África 2025 fue la décima edición de la clasificación para el Campeonato femenino sub-17 de la CAF, la competición internacional de fútbol juvenil bienal organizada por la Confederación Africana de Fútbol (CAF) para determinar qué selecciones nacionales femeninas sub-17 de África se clasifican para la Copa Mundial Femenina de Fútbol Sub-17 de la FIFA. Las jugadoras nacidas a partir del 1 de enero de 2008 pueden competir en el torneo.
Cuatro equipos se clasificarán en este torneo para la Copa Mundial Femenina de Fútbol Sub-17 de 2025 en Marruecos como representantes de la CAF, junto con Marruecos como anfitrión de la Copa Mundial.

## Formato
Las eliminatorias se juegan a doble partido, ida y vuelta. Si el marcador global es empate tras el partido de vuelta, se aplica el criterio de goles de visitante; si persiste el empate, se decide el ganador en la tanda de penaltis (sin prórroga).

## Participantes
Un total de 52 federaciones miembro de la CAF seguían siendo elegibles para participar en la clasificación después de que Marruecos se clasificara automáticamente como anfitrión de la Copa Mundial y Ghana no pudiera competir en esta categoría debido a una sanción impuesta por hacer trampa durante la clasificación de 2022.
Solo 28 equipos, incluidos nueve que no participaron en la edición anterior, participaron en la competición. A continuación, se enumeran los equipos que no participaron en la clasificación. Los siguientes equipos con asteriscos son los que nunca participaron en la clasificación.
- Angola*
- Burkina Faso
- Cabo Verde*
- Chad*
- Comoras*
- Eritrea
- Gambia
- Guinea-Bisáu
- Lesoto*
- Liberia
- Libia
- Madagascar*
- Malaui*
- Malí
- Mauritania
- Mauricio
- Mozambique
- Ruanda
- Santo Tomé y Príncipe
- Seychelles*
- Somalia*
- Sudán
- Sudán del Sur
- Yibuti

## Sorteo
El sorteo de las eliminatorias se celebró el 12 de diciembre de 2024 en la sede de la CAF en El Cairo, Egipto.
Veintiocho equipos fueron clasificados en seis bombos según su desempeño en el torneo clasificatorio de la edición anterior (la ronda a la que llegó cada equipo en la última edición y, en caso de empate en la ronda alcanzada, la cantidad de puntos obtenidos en esa ronda, la mejor diferencia de goles, el mayor número de goles anotados y los goles de visitante). También se consideraron las condiciones geográficas, agrupando las zonas vecinas.
| Pos | Equipo                          | PJ | PG | PE | PP | GF | GC | Dif | Pts | Ronda alcanzada      |
| --- | ------------------------------- | -- | -- | -- | -- | -- | -- | --- | --- | -------------------- |
| 1   | Nigeria                         | 6  | 5  | 1  | 0  | 24 | 2  | +22 | 16  | Copa Mundial de 2024 |
| 2   | Kenia                           | 6  | 5  | 1  | 0  | 14 | 0  | +14 | 16  | Copa Mundial de 2024 |
| 3   | Zambia                          | 6  | 3  | 1  | 2  | 10 | 3  | +7  | 10  | Copa Mundial de 2024 |
| 4   | Marruecos                       | 6  | 4  | 1  | 1  | 31 | 3  | +28 | 13  | Cuarta Ronda         |
| 5   | Burundi                         | 6  | 4  | 0  | 2  | 30 | 6  | +24 | 12  | Cuarta Ronda         |
| 6   | Liberia                         | 6  | 3  | 0  | 3  | 10 | 9  | +1  | 9   | Cuarta Ronda         |
| 7   | Senegal                         | 4  | 3  | 0  | 1  | 9  | 3  | +6  | 9   | Tercera Ronda        |
| 8   | Uganda                          | 4  | 2  | 1  | 1  | 5  | 4  | +1  | 7   | Tercera Ronda        |
| 9   | Burkina Faso                    | 4  | 2  | 1  | 1  | 7  | 9  | -2  | 7   | Tercera Ronda        |
| 10  | Yibuti                          | 4  | 2  | 0  | 2  | 6  | 24 | -18 | 6   | Tercera Ronda        |
| 11  | Etiopía                         | 4  | 1  | 2  | 1  | 3  | 3  | 0   | 5   | Tercera Ronda        |
| 12  | Argelia                         | 4  | 1  | 0  | 3  | 2  | 10 | -8  | 3   | Tercera Ronda        |
| 13  | Benín                           | 2  | 1  | 0  | 1  | 2  | 2  | 0   | 3   | Segunda Ronda        |
| 14  | Tanzania                        | 2  | 1  | 0  | 1  | 1  | 5  | -4  | 3   | Segunda Ronda        |
| 15  | Camerún                         | 2  | 0  | 1  | 1  | 2  | 4  | -2  | 1   | Segunda Ronda        |
| 16  | Sudáfrica                       | 2  | 0  | 1  | 1  | 0  | 3  | -3  | 1   | Segunda Ronda        |
| 17  | Guinea                          | 2  | 0  | 0  | 2  | 2  | 6  | -4  | 0   | Segunda Ronda        |
| 18  | Botsuana                        | 2  | 0  | 0  | 2  | 1  | 6  | -5  | 0   | Segunda Ronda        |
| 19  | República Centroafricana        | 2  | 0  | 0  | 2  | 0  | 12 | -12 | 0   | Segunda Ronda        |
| 20  | Níger                           | 2  | 0  | 0  | 2  | 0  | 22 | -22 | 0   | Segunda Ronda        |
| 21  | República Democrática del Congo | 2  | 0  | 0  | 2  | 0  | 6  | -6  | 0   | Se retiró (1R)       |
| 21  | Guinea Ecuatorial               | 2  | 0  | 0  | 2  | 0  | 6  | -6  | 0   | Se retiró (1R)       |
| 21  | Libia                           | 2  | 0  | 0  | 2  | 0  | 6  | -6  | 0   | Se retiró (1R)       |
| 21  | Malí                            | 2  | 0  | 0  | 2  | 0  | 6  | -6  | 0   | Se retiró (1R)       |
| 25  | Mauricio                        | 2  | 0  | 0  | 2  | 0  | 6  | -6  | 0   | Se retiró (RP)       |

### Bombos del sorteo
Los tres equipos clasificados para el Mundial quedaron exentos de la primera ronda, junto con Burundi, el equipo no clasificado y mejor clasificado, y fueron automáticamente clasificados para la segunda ronda. La clasificación de la edición anterior se muestra entre paréntesis, excepto los equipos que no participaron, que se marcarán con (-), y los equipos que participaron pero se retiraron antes de jugar, que se marcarán con (w/o).
Equipos exentos de la primera ronda
| Nigeria Kenia Zambia Burundi (mejor equipo no clasificado para el Mundial) |

Equipos que entran a la primera ronda de clasificación
| Equipos de menor ranking | Equipos de menor ranking | Equipos de menor ranking      |
| Pot 1                    | Pot 3                    | Pot 5                         |
| ------------------------ | ------------------------ | ----------------------------- |
| Egipto (-)               | RD Congo (w/o)           | Túnez (-)                     |
| Suazilandia (-)          | Guinea Ecuatorial (w/o)  | Sierra Leona (-)              |
| Namibia (-)              | Congo (-)                | Togo (-)                      |
| Zimbabue (-)             | Gabón (-)                | Costa de Marfil (-)           |
| Equipos de mayor ranking |                          |                               |
| Pot 2                    | Pot 4                    | Pot 6                         |
| Uganda (8)               | Benín (13)               | Senegal (7)                   |
| Etiopía (11)             | Sudáfrica (16)           | Argelia (12)                  |
| Tanzania (14)            | Botsuana (18)            | Guinea (17)                   |
| Camerún (15)             | Níger (20)               | República Centroafricana (19) |

## Calendario
| Ronda         |                   | Fecha                  |
| ------------- | ----------------- | ---------------------- |
| Primera ronda | Partido de ida    | 10-12 de enero de 2025 |
| Primera ronda | Partido de vuelta | 17-19 de enero de 2025 |
| Segunda ronda | Partido de ida    | 7-9 de marzo de 2025   |
| Segunda ronda | Partido de vuelta | 14-16 de marzo de 2025 |
| Tercera ronda | Partido de ida    | 18-20 de abril de 2025 |
| Tercera ronda | Partido de vuelta | 25-27 de abril de 2025 |

## Cuadro
Los cuatro ganadores de la tercera ronda se clasificarán para la Copa Mundial Femenina de Fútbol Sub-17 de 2025.
|  | Primera Ronda | Primera Ronda | Primera Ronda |         |   | Segunda Ronda | Segunda Ronda | Segunda Ronda |  |  | Tercera Ronda | Tercera Ronda | Tercera Ronda |
|  |               |               |               |         |   |               |               |               |  |  |               |               |               |
|  |               |               |               |         |   |               |               |               |  |  |               |               |               |
|  |               |               |               |         |   |               |               |               |  |  |               |               |               |
|  | Namibia       | 0             | 1             |         |   |               |               |               |  |  |               |               |               |
|  | Namibia       | 0             | 1             |         |   |               |               |               |  |  |               |               |               |
|  | Uganda        | 10            | 8             |         |   |               |               |               |  |  |               |               |               |
|  | Uganda        | 10            | 8             | Uganda  | 0 | 0             |               |               |  |  |               |               |               |
|  |               |               |               | Uganda  | 0 | 0             |               |               |  |  |               |               |               |
|  |               |               | Kenia         | 2       | 3 |               |               |               |  |  |               |               |               |
|  |               |               | Kenia         | 2       | 3 |               |               |               |  |  |               |               |               |
|  |               |               |               |         |   |               |               |               |  |  |               |               |               |
|  |               |               |               |         |   |               |               |               |  |  |               |               |               |
|  | Kenia         | 0             | 1             |         |   |               |               |               |  |  |               |               |               |
|  | Kenia         | 0             | 1             |         |   |               |               |               |  |  |               |               |               |
|  |               | Camerún       | 1             | 3       |   |               |               |               |  |  |               |               |               |
|  | Egipto        | Camerún       | 1             | 3       | 0 | 0             |               |               |  |  |               |               |               |
|  | Egipto        |               |               |         | 0 | 0             |               |               |  |  |               |               |               |
|  | Camerún       | 5             | 1             |         |   |               |               |               |  |  |               |               |               |
|  | Camerún       | 5             | 1             | Camerún | 5 | 1             |               |               |  |  |               |               |               |
|  |               |               |               | Camerún | 5 | 1             |               |               |  |  |               |               |               |
|  |               | Etiopía       | 2             | 0       |   |               |               |               |  |  |               |               |               |
|  | Zimbabue      | Etiopía       | 2             | 0       | - | -             |               |               |  |  |               |               |               |
|  | Zimbabue      |               |               |         | - | -             |               |               |  |  |               |               |               |
|  | Etiopía       | w/o           | w/o           |         |   |               |               |               |  |  |               |               |               |
|  | Etiopía       | w/o           | w/o           |         |   |               |               |               |  |  |               |               |               |

|  | Primera Ronda | Primera Ronda | Primera Ronda |          |   | Segunda Ronda | Segunda Ronda | Segunda Ronda |  |  | Tercera Ronda | Tercera Ronda | Tercera Ronda |
|  |               |               |               |          |   |               |               |               |  |  |               |               |               |
|  |               |               |               |          |   |               |               |               |  |  |               |               |               |
|  |               |               |               |          |   |               |               |               |  |  |               |               |               |
|  | Suazilandia   | -             | -             |          |   |               |               |               |  |  |               |               |               |
|  | Suazilandia   | -             | -             |          |   |               |               |               |  |  |               |               |               |
|  | Tanzania      | w/o           | w/o           |          |   |               |               |               |  |  |               |               |               |
|  | Tanzania      | w/o           | w/o           | Tanzania | 0 | 0             |               |               |  |  |               |               |               |
|  |               |               |               | Tanzania | 0 | 0             |               |               |  |  |               |               |               |
|  |               |               | Zambia        | 3        | 1 |               |               |               |  |  |               |               |               |
|  |               |               | Zambia        | 3        | 1 |               |               |               |  |  |               |               |               |
|  |               |               |               |          |   |               |               |               |  |  |               |               |               |
|  |               |               |               |          |   |               |               |               |  |  |               |               |               |
|  | Zambia        | Zambia        | 2             |          |   |               |               |               |  |  |               |               |               |
|  | Zambia        | Zambia        | 2             |          |   |               |               |               |  |  |               |               |               |
|  |               | Benín         | Benín         | 1        |   |               |               |               |  |  |               |               |               |
|  | Congo         | Benín         | Benín         | 1        | - | -             |               |               |  |  |               |               |               |
|  | Congo         |               |               |          | - | -             |               |               |  |  |               |               |               |
|  | Benín         | w/o           | w/o           |          |   |               |               |               |  |  |               |               |               |
|  | Benín         | w/o           | w/o           | Benín    | 2 | 3             |               |               |  |  |               |               |               |
|  |               |               |               | Benín    | 2 | 3             |               |               |  |  |               |               |               |
|  |               | RD Congo      | 0             | 0        |   |               |               |               |  |  |               |               |               |
|  | RD Congo      | RD Congo      | 0             | 0        | 2 | 2             |               |               |  |  |               |               |               |
|  | RD Congo      |               |               |          | 2 | 2             |               |               |  |  |               |               |               |
|  | Níger         | 0             | 0             |          |   |               |               |               |  |  |               |               |               |
|  | Níger         | 0             | 0             |          |   |               |               |               |  |  |               |               |               |

|  | Primera Ronda     | Primera Ronda | Primera Ronda |           |   | Segunda Ronda | Segunda Ronda | Segunda Ronda |  |  | Tercera Ronda | Tercera Ronda | Tercera Ronda |
|  |                   |               |               |           |   |               |               |               |  |  |               |               |               |
|  |                   |               |               |           |   |               |               |               |  |  |               |               |               |
|  |                   |               |               |           |   |               |               |               |  |  |               |               |               |
|  | Gabón             | 1             | 1             |           |   |               |               |               |  |  |               |               |               |
|  | Gabón             | 1             | 1             |           |   |               |               |               |  |  |               |               |               |
|  | Sudáfrica         | 12            | 9             |           |   |               |               |               |  |  |               |               |               |
|  | Sudáfrica         | 12            | 9             | Sudáfrica | 1 | 0             |               |               |  |  |               |               |               |
|  |                   |               |               | Sudáfrica | 1 | 0             |               |               |  |  |               |               |               |
|  |                   |               | Nigeria       | 3         | 2 |               |               |               |  |  |               |               |               |
|  |                   |               | Nigeria       | 3         | 2 |               |               |               |  |  |               |               |               |
|  |                   |               |               |           |   |               |               |               |  |  |               |               |               |
|  |                   |               |               |           |   |               |               |               |  |  |               |               |               |
|  | Nigeria           | 4             | 0             |           |   |               |               |               |  |  |               |               |               |
|  | Nigeria           | 4             | 0             |           |   |               |               |               |  |  |               |               |               |
|  |                   | Argelia       | 0             | 0         |   |               |               |               |  |  |               |               |               |
|  | Guinea Ecuatorial | Argelia       | 0             | 0         | - | -             |               |               |  |  |               |               |               |
|  | Guinea Ecuatorial |               |               |           | - | -             |               |               |  |  |               |               |               |
|  | Botsuana          | w/o           | w/o           |           |   |               |               |               |  |  |               |               |               |
|  | Botsuana          | w/o           | w/o           | Botsuana  | 2 | 0             |               |               |  |  |               |               |               |
|  |                   |               |               | Botsuana  | 2 | 0             |               |               |  |  |               |               |               |
|  |                   | Argelia       | 1             | 4         |   |               |               |               |  |  |               |               |               |
|  | Túnez             | Argelia       | 1             | 4         | 0 | 0             |               |               |  |  |               |               |               |
|  | Túnez             |               |               |           | 0 | 0             |               |               |  |  |               |               |               |
|  | Argelia           | 1             | 0             |           |   |               |               |               |  |  |               |               |               |
|  | Argelia           | 1             | 0             |           |   |               |               |               |  |  |               |               |               |

|  | Primera Ronda            | Primera Ronda | Primera Ronda |                 |   | Segunda Ronda | Segunda Ronda | Segunda Ronda |  |  | Tercera Ronda | Tercera Ronda | Tercera Ronda |
|  |                          |               |               |                 |   |               |               |               |  |  |               |               |               |
|  |                          |               |               |                 |   |               |               |               |  |  |               |               |               |
|  |                          |               |               |                 |   |               |               |               |  |  |               |               |               |
|  | Costa de Marfil          | 1             | 2             |                 |   |               |               |               |  |  |               |               |               |
|  | Costa de Marfil          | 1             | 2             |                 |   |               |               |               |  |  |               |               |               |
|  | Senegal                  | 1             | 2             |                 |   |               |               |               |  |  |               |               |               |
|  | Senegal                  | 1             | 2             | Costa de Marfil | 1 | 3             |               |               |  |  |               |               |               |
|  |                          |               |               | Costa de Marfil | 1 | 3             |               |               |  |  |               |               |               |
|  |                          |               | Burundi       | 3               | 0 |               |               |               |  |  |               |               |               |
|  |                          |               | Burundi       | 3               | 0 |               |               |               |  |  |               |               |               |
|  |                          |               |               |                 |   |               |               |               |  |  |               |               |               |
|  |                          |               |               |                 |   |               |               |               |  |  |               |               |               |
|  | Costa de Marfil          | 1             | 1             |                 |   |               |               |               |  |  |               |               |               |
|  | Costa de Marfil          | 1             | 1             |                 |   |               |               |               |  |  |               |               |               |
|  |                          | Guinea (v.)   | 0             | 2               |   |               |               |               |  |  |               |               |               |
|  | Sierra Leona             | Guinea (v.)   | 0             | 2               | 0 | 2             |               |               |  |  |               |               |               |
|  | Sierra Leona             |               |               |                 | 0 | 2             |               |               |  |  |               |               |               |
|  | República Centroafricana | 0             | 0             |                 |   |               |               |               |  |  |               |               |               |
|  | República Centroafricana | 0             | 0             | Sierra Leona    | 2 | 1             |               |               |  |  |               |               |               |
|  |                          |               |               | Sierra Leona    | 2 | 1             |               |               |  |  |               |               |               |
|  |                          | Guinea        | 2             | 2               |   |               |               |               |  |  |               |               |               |
|  | Togo                     | Guinea        | 2             | 2               | - | -             |               |               |  |  |               |               |               |
|  | Togo                     |               |               |                 | - | -             |               |               |  |  |               |               |               |
|  | Guinea                   | w/o           | w/o           |                 |   |               |               |               |  |  |               |               |               |
|  | Guinea                   | w/o           | w/o           |                 |   |               |               |               |  |  |               |               |               |

## Primera ronda
| Equipo 1                        | Agr.     | Equipo 2                 | Ida  | Vuelta |
| ------------------------------- | -------- | ------------------------ | ---- | ------ |
| Namibia                         | 1–18     | Uganda                   | 0–10 | 1–8    |
| Egipto                          | 0–6      | Camerún                  | 0–5  | 0–1    |
| Zimbabue                        | w/o      | Etiopía                  | –    | –      |
| Suazilandia                     | w/o      | Tanzania                 | –    | –      |
| Congo                           | w/o      | Benín                    | –    | –      |
| República Democrática del Congo | 4–0      | Níger                    | 2–0  | 2–0    |
| Gabón                           | 2–21     | Sudáfrica                | 1–12 | 1–9    |
| Guinea Ecuatorial               | w/o      | Botsuana                 | –    | –      |
| Túnez                           | 0–1      | Argelia                  | 0–1  | 0–0    |
| Costa de Marfil                 | 3–3 (v.) | Senegal                  | 1–1  | 2–2    |
| Sierra Leona                    | 2–0      | República Centroafricana | 0–0  | 2–0    |
| Togo                            | w/o      | Guinea                   | –    | –      |

Namibia vs Uganda
| 16 de enero de 2025 | Namibia | 0:10 (0:6) | Uganda                                                                                | Estadio Nakivubo, Kampala, Uganda |                         |
| 16:00 (EAT)         |         | Reporte    | - 6', 12', 18', 25', 71', 75' Nabukenya - 10', 42' Ariho - 69' Namulindwa - 81' Blick | Árbitra: Rachel Nzigire           | Árbitra: Rachel Nzigire |

| 19 de enero de 2025 | Uganda                                                                                              | 8:1 (3:0) (Global 18:1) | Namibia        | Estadio Nakivubo, Kampala, Uganda |  |
| 16:00 (EAT)         | - Tamara 14' (a.g.) - Namulindwa 35', 46', 50' - Blick 36' - Ariho 55' - Nabirye 67' - Nakalema 75' | Reporte                 | - 69' Haukongo |                                   |  |

Egipto vs Camerún
| 12 de enero de 2025 | Egipto | 0:5 (0:3) | Camerún                                                   | Estadio 30 de Junio, El Cairo, Egipto |  |
| 18:00 (EET)         |        | Reporte   | - 25', 71', 83' Tazanou - 28' Ntsongo - 45+4' (pen.) Tiwa |                                       |  |

| 18 de enero de 2025 | Camerún      | 1:0 (1:0) (Global 6:0) | Egipto | Estadio Kouekong, Bafoussam I, Camerún |  |
| 14:00 (WAT)         | - Ntsongo 4' | Reporte                |        |                                        |  |

Zimbabue vs Etiopía
| 12 de enero de 2025 | Zimbabue | w/o     | Etiopía |  |  |
|                     |          | Reporte |         |  |  |

| 17 de enero de 2025 | Etiopía | w/o     | Zimbabue | Estadio Abebe Bikila, Adís Abeba, Etiopía |  |
| 15:00 (EAT)         |         | Reporte |          |                                           |  |

Suazilandia vs Tanzania
| enero de 2025 | Suazilandia | w/o     | Tanzania |  |  |
| ([[]])        |             | Reporte |          |  |  |

| enero de 2025 | Tanzania | w/o     | Suazilandia |  |  |
| ([[]])        |          | Reporte |             |  |  |

Congo vs Benín
| 12 de enero de 2025 | Congo | w/o     | Benín | Alphonse Massemba-Débat, Brazaville, Congo |  |
| 15:30 (WAT)         |       | Reporte |       |                                            |  |

| 19 de enero de 2025 | Benín | w/o     | Congo | Estadio Charles de Gaulle, Porto Novo, Benín |  |
| 14:00 (WAT)         |       | Reporte |       |                                              |  |

RD Congo vs Níger
| 12 de enero de 2025 | RD Congo                   | 2:0 (1:0) | Níger | Estadio de los Mártires, Kinsasa, RD Congo |  |
| 15:30 (WAT)         | - Makika 31' - Kabunga 55' | Reporte   |       |                                            |  |

| 19 de enero de 2025 | Níger | 0:2 (0:2) (Global 0:4) | RD Congo                   | Estadio General Seyni Kountché, Niamey, Níger |  |
| 16:00 (WAT)         |       | Reporte                | - 15' Butaka - 30' Kamondo |                                               |  |

Gabón vs Sudáfrica
| 11 de enero de 2025 | Gabón | 1:12 (1:12) | Sudáfrica                                                                                    | Estadio de Franceville, Franceville, Gabón |  |
| 15:30 (WAT) | - 11' | Reporte     | - 5', 27', 31', ??' Khoza - 18', ??' Malebana - 25', ??', ??' Nzuza - ??', ??', ??' Simamane |                                            |  |
| Con el marcador 12-1 a favor de Sudáfrica al descanso, el partido se suspendió, ya que Gabón no pudo alinear el mínimo de 6 jugadores. Gabón comenzó el partido con un total de 10 jugadores, incluyendo suplentes, debido a que la mayoría de su plantilla no era elegible para la fase clasificatoria por restricciones de edad. Durante la primera mitad, su portero sufrió una lesión, lo que redujo aún más el equipo a 9 jugadores. |       |             |                                                                                              |                                            |  |

| 18 de enero de 2025 | Sudáfrica                                                                        | 9:1 (4:1) (Global 21:1) | Gabón        | Estadio Lucas Moripe, Pretoria, Sudáfrica |  |
| 16:00 (SAST)        | - Khoza 7' - Nzuza 20', 29', 32' - Kock 74' - Mohale 78' - Horak 80', 90', 90+3' | Reporte                 | - 39' Mbassi |                                           |  |

Guinea Ecuatorial vs Botsuana
| 12 de enero de 2025 | Guinea Ecuatorial | w/o     | Botsuana | Estadio de Malabo, Malabo, Guinea Ecuatorial |  |
| 15:00 (WAT)         |                   | Reporte |          |                                              |  |

| 19 de enero de 2025 | Botsuana | w/o     | Guinea Ecuatorial | Estadio Francistown, Francistown, Botsuana |  |
| 15:00 (CAT)         |          | Reporte |                   |                                            |  |

Túnez vs Argelia
| 12 de enero de 2025 | Túnez | 0:1 (0:0) | Argelia        | Estadio Olímpico de Susa, Sousse, Túnez |                         |
| 14:00 (CET)         |       | Reporte   | - 58' Akkouche | Árbitra: Yacine Samassa                 | Árbitra: Yacine Samassa |

| 19 de enero de 2025 | Argelia | 0:0 (Global 1:0) | Túnez | Estadio Mustapha Tchaker, Blida, Argelia |                                  |
| 14:00 (CET)         |         | Reporte          |       | Árbitra: Aurore Christelle Ligan         | Árbitra: Aurore Christelle Ligan |

Costa de Marfil vs Senegal
| 12 de enero de 2025 | Costa de Marfil | 1:1 (1:0) | Senegal         | Estadio Robert Champroux, Abiyán, Costa de Marfil |  |
| 16:00 (GMT)         | - Appoh 5'      | Reporte   | - 90' Sangouthé |                                                   |  |

| 19 de enero de 2025 | Senegal        | 2:2 (2:1) (Global 3:3) | Costa de Marfil              | Estadio Lat-Dior, Thiès, Senegal |  |
| 17:00 (GMT)         | - Sarr 6', 33' | Reporte                | - 14' N'Guessan - 88' DiGbeu |                                  |  |

Sierra Leona vs República Centroafricana
| 11 de enero de 2025 | Sierra Leona | 0:0     | República Centroafricana | Estadio Bo, Bo, Sierra Leona |  |
| 16:00 (GMT)         |              | Reporte |                          |                              |  |

| 18 de enero de 2025 | República Centroafricana | 0:2 (0:1) (Global 0:2) | Sierra Leona                      | Estadio Japoma, Duala, Camerún |  |
| 15:00 (WAT)         |                          | Reporte                | - 45+2' (pen.) Kamara - 60' Turay |                                |  |

Togo vs Guinea
| enero de 2025 | Togo | w/o     | Guinea |  |  |
|               |      | Reporte |        |  |  |

| enero de 2025 | Guinea | w/o     | Togo |  |  |
|               |        | Reporte |      |  |  |

## Segunda ronda
| Equipo 1        | Agr. | Equipo 2                        | Ida | Vuelta |
| --------------- | ---- | ------------------------------- | --- | ------ |
| Uganda          | 0–5  | Kenia                           | 0–2 | 0–3    |
| Camerún         | 6–2  | Etiopía                         | 5–2 | 1–0    |
| Tanzania        | 0–4  | Zambia                          | 0–3 | 0–1    |
| Benín           | 5–0  | República Democrática del Congo | 2–0 | 3–0    |
| Sudáfrica       | 1–5  | Nigeria                         | 1–3 | 0–2    |
| Botsuana        | 2–5  | Argelia                         | 2–1 | 0–4    |
| Costa de Marfil | 4–3  | Burundi                         | 1–3 | 3–0    |
| Sierra Leona    | 3–4  | Guinea                          | 2–2 | 1–2    |

Uganda vs Kenia
| 8 de marzo de 2025 | Uganda | 0:2 (0:2) | Kenia                          | Estadio Nakivubo, Kampala, Uganda |  |
| 16:00 (EAT)        |        | Reporte   | - 36' Nasipwondi - 45+2' Ogola |                                   |  |

| 16 de marzo de 2025 | Kenia | 3:0 (1:0) (Global 5:0) | Uganda | Estadio Nacional Nyayo, Nairobi, Kenia |  |
| 15:00 (EAT)         |       | Reporte                |        |                                        |  |

Camerún vs Etiopía
| 8 de marzo de 2025 | Camerún                                                | 5:2 (3:1) | Etiopía                   | Estadio Paul Biya, Yaundé, Camerún |  |
| 19:00 (WAT)        | - Tiwa 15', 86' - Tazanou 22' - Aghogue 26' - Meva 71' | Reporte   | - 3' Kassau - 89' Birhanu |                                    |  |

| 15 de marzo de 2025 | Etiopía | 0:1 (0:1) (Global 2:6) | Camerún       | Estadio Abebe Bikila, Adís Abeba, Etiopía |  |
| 15:00 (EAT)         |         | Reporte                | - 12' Tazanou |                                           |  |

Tanzania vs Zambia
| 9 de marzo de 2025 | Tanzania | 0:3 (0:0) | Zambia                                  | Estadio Chamazi, Dar es Salaam, Tanzania |  |
| 16:00 (EAT)        |          | Reporte   | - 64' Phiri - 80', 89' (pen.) Chipasula |                                          |  |

| 15 de marzo de 2025 | Zambia         | 1:0 (0:0) (Global 4:0) | Tanzania | Estadio Levy Mwanawasa, Ndola, Zambia |  |
| 15:00 (CAT)         | - Sekeseke 53' | Reporte                |          |                                       |  |

Benín vs RD Congo
| 9 de marzo de 2025 | Benín                           | 2:0 (0:0) | RD Congo | Estadio de Kégué, Lomé, Togo |  |
| 15:00 (GMT)        | - Lokossou 66' - Gandonou 90+2' | Reporte   |          |                              |  |

| 16 de marzo de 2025 | RD Congo | 0:3 (0:1) (Global 0:5) | Benín                                 | Estadio de los Mártires, Kinsasa, RD Congo |  |
| 15:30 (WAT)         |          | Reporte                | - 22' Ebi - 63' Gandonou - 65' Etchou |                                            |  |

Sudáfrica vs Nigeria
| 8 de marzo de 2025 | Sudáfrica             | 1:3 (0:2) | Nigeria                               | Estadio Lucas Moripe, Pretoria, Sudáfrica |  |
| 15:00 (SAST\|)     | - Malebana 47' (pen.) | Reporte   | - 20' Moshood - 41' (pen.), 67' Chidi |                                           |  |

| 15 de marzo de 2025 | Nigeria                      | 2:0 (1:0) (Global 5:1) | Sudáfrica | Estadio Remo Stars, Ikenne, Nigeria |  |
| 16:00 (WAT)         | - Chidi 37' - Animashaun 56' | Reporte                |           |                                     |  |

Botsuana vs Argelia
| 8 de marzo de 2025 | Botsuana                       | 2:1 (0:1) | Argelia      | Estadio Francistown, Francistown, Botsuana |  |
| 15:00 (CAT)        | - Lesotlho 64' - Sebotho 90+4' | Reporte   | - 20' Sehoul |                                            |  |

| 16 de marzo de 2025 | Argelia                                        | 4:0 (2:0) (Global 5:2) | Botsuana | Estadio Mustapha Tchaker, Blida, Argelia |  |
| 21:00 (CET)         | - Rebbahi 23' - Sehoul 42', 82' - Iskounen 71' | Reporte                |          |                                          |  |

Costa de Marfil vs Burundi
| 9 de marzo de 2025 | Costa de Marfil | 1:3 (1:2) | Burundi                          | Estadio Houphouët-Boigny, Abiyán, Costa de Marfil |  |
| 16:00 (GMT)        | - Bah 31'       | Reporte   | - 8', 48' Nibogora - 36' Nishmwe |                                                   |  |

| 12 de marzo de 2025 | Burundi | 0:3 (0:2) (Global 3:4) | Costa de Marfil                     | Estadio Houphouët-Boigny, Abiyán, Costa de Marfil |  |
| 16:00 (GMT)         |         | Reporte                | - 9' Koné - 15' Bah - 69' N'Guessan |                                                   |  |

Sierra Leona vs Guinea
| 8 de marzo de 2025 | Sierra Leona             | 2:2 (1:1) | Guinea                           | Estadio Bo, Bo, Sierra Leona |  |
| 16:00 (GMT)        | - Turay 28' - Kamara 47' | Reporte   | - 15' (a.g.) Koroma - 84' Diallo |                              |  |

| 15 de marzo de 2025 | Guinea                    | 2:1 (1:0) (Global 4:3) | Sierra Leona | Estadio Mamadou Konaté, Bamako, Mali |  |
| 16:00 (GMT)         | - Kouyaté 8' - Diallo 54' | Reporte                | - 51' Turay  |                                      |  |

## Tercera ronda
| Equipo 1        | Agr.     | Equipo 2 | Ida | Vuelta |
| --------------- | -------- | -------- | --- | ------ |
| Kenia           | 1–4      | Camerún  | 0–1 | 1–3    |
| Zambia          | 6–2      | Benín    | 2–1 | 4–1    |
| Nigeria         | 4–0      | Argelia  | 4–0 | 0–0    |
| Costa de Marfil | 2–2 (v.) | Guinea   | 1–0 | 1–2    |

| 20 de abril de 2025 | Kenia | 0:1 (0:1) | Camerún    | Estadio Nacional Nyayo, Nairobi, Kenia |  |
| 15:00 UTC+03:00     |       | Reporte   | - Tiwa 26' |                                        |  |

| 25 de abril de 2025 | Camerún                                    | 3:1 (1:0) (Global 4:1) | Kenia             | Estadio Paul Biya, Yaundé, Camerún |  |
| 19:00 UTC+01:00     | - Avana 7' - Tazanou 53' - Tiwa 86' (pen.) | Reporte                | Ochaka 51' (pen.) |                                    |  |

| 19 de abril de 2025 | Zambia               | 2:1 (1:0) | Benín          | Estadio Levy Mwanawasa, Ndola, Zambia |  |
| 15:00 UTC+02:00     | - Chipasula 16', 67' | Reporte   | - Gandonou 56' |                                       |  |

| 26 de abril de 2025 | Benín             | 1:4 (1:2) (Global 2:6) | Zambia                                      | Estadio de Kégué, Lomé, Togo |  |
| 16:00 UTC+01:00     | - Mamam Kouta 14' | Reporte                | - Chipasula 4', 8' - Mbali 80' - Mukoma 82' |                              |  |

| 19 de abril de 2025 | Nigeria                                      | 4:0 (3:0) | Argelia | Estadio Remo Stars, Ikenne, Nigeria |  |
| 16:00 UTC+01:00     | - Joseph 1', 16' - Raji 13' - Animashaun 90' | Reporte   |         |                                     |  |

| 25 de abril de 2025 | Argelia | 0:0 (Global 0:4) | Nigeria | Estadio Mustapha Tchaker, Blida, Argelia |  |
| 20:00 UTC+01:00     |         | Reporte          |         |                                          |  |

| 20 de abril de 2025 | Costa de Marfil | 1:0 (0:0) | Guinea | Estadio Houphouët-Boigny, Abiyán, Costa de Marfil |  |
| 17:00 UTC+00:00     | - Kone 54'      | Reporte   |        |                                                   |  |

| 25 de abril de 2025 | Guinea                             | 2:1 (1:1) (Global 2:2) | Costa de Marfil | Estadio Mamadou Konaté, Bamako, Mali |  |
| 17:00 UTC+00:00     | - A. Diallo 33' - Zaddy 57' (a.g.) | Reporte                | - N'Guessan 6'  |                                      |  |

## Equipos clasificados para la Copa Mundial Femenina Sub-17 de la FIFA 2025
Los siguientes cuatro equipos de la CAF se clasificarán para la Copa Mundial Femenina Sub-17 de la FIFA 2025 en Marruecos junto con Marruecos, que se clasificó automáticamente como anfitrión.
| Equipo          | Clasificado en fecha | Apariciones previas |
| --------------- | -------------------- | ------------------- |
| Marruecos       | 14 de marzo de 2024  | 1 (2022)            |
| Costa de Marfil | 25 de abril de 2025  | 0 (debut)           |
| Camerún         | 25 de abril de 2025  | 2                   |
| Nigeria         | 25 de abril de 2025  | 7                   |
| Zambia          | 26 de abril de 2025  | 2                   |